# 颜料黄74
颜料黄74（C.I. 11741）是一种具有黄绿色彩的偶氮染料，是艺术家颜料及纹身墨水的常用成分。
它可以2-甲氧基-4-硝基苯胺、亚硝酸钠和2'-甲氧基乙酰基乙酰苯胺为原料反应得到。